# Banzon (département)
Cet article concerne le département et la commune rurale. Pour le village chef-lieu, voir Banzon.

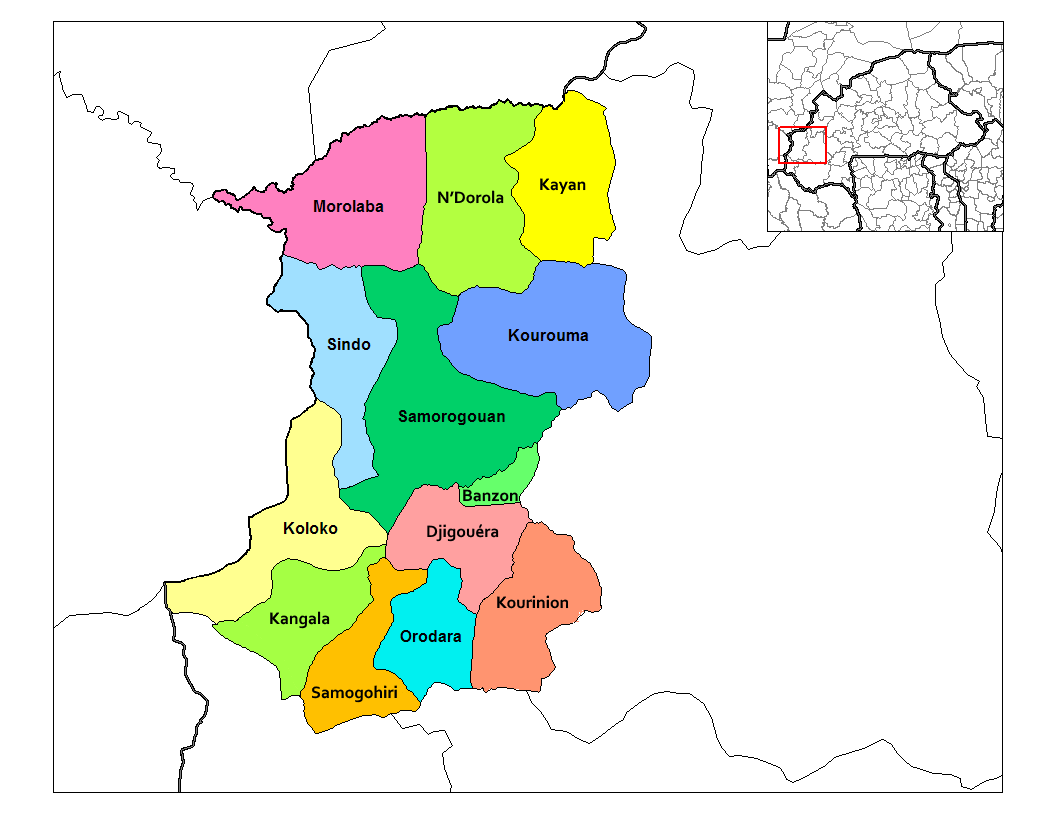
Localisation des départements de la province du Kénédougou.

Banzon est un département et une commune rurale de la province du Kénédougou, situé dans la région des Hauts-Bassins au Burkina Faso.
En 2006, le dernier recensement comptabilise 15 051 habitants

## Villages
Le département et la commune rurale de Banzon est administrativement composé de six villages, dont le village chef-lieu homonyme :
- Banzon, chef-lieu
- Doria
- Fiéezon
- Kounséni
- Nablo-Djassa
- Nianwèré